# Bucium

Poză din 1921 a unui cioban cu o „trâmbiță”, în Giulești (Maramureș)

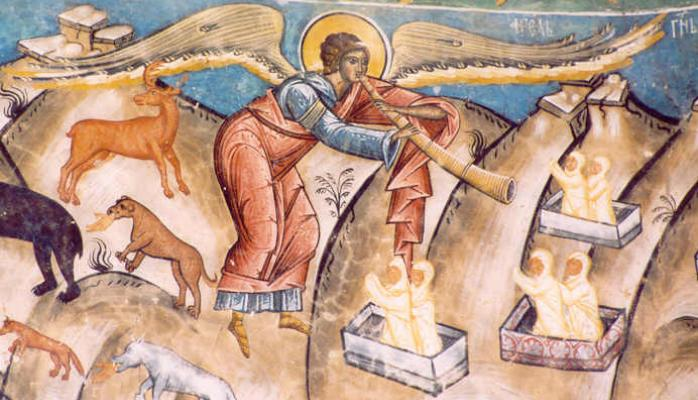
Frescă din Mănăstirea Voroneț: un înger „trâmbițează” la bucium începutul judecății de apoi.

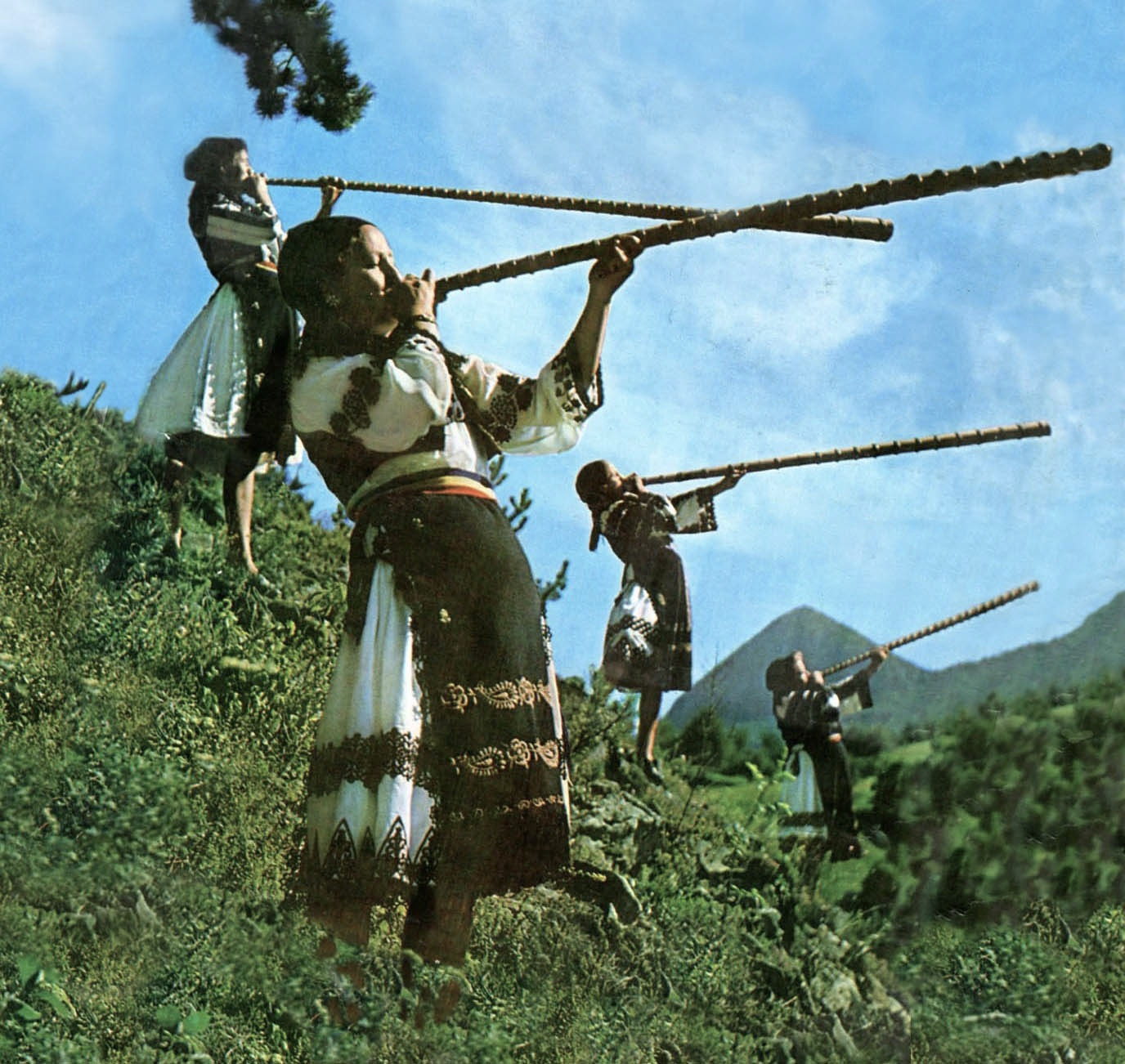
„Tulnice”, Munții Apuseni.

Buciumul este un instrument muzical tradițional, folosit îndeosebi de păstorii români din munți. Deja prezent printre Daci și romani, a fost folosit în trecut în principatele Transilvaniei, Moldovei și Țării Românești ca instrument de semnalizare în conflictele militare. Cuvântul este derivat din latinescul buccinum, însemnând corn îndoit.
Tubul, denumit (conform diferitelor tipuri de instrumente) și „trâmbiță” (din vechea germanică trumba, „a trâmbița”) sau „tulnic”, are între 1,3 și peste 3 metri lungime, fiind făcut din lemn de brad, paltin, frasin, tei, alun sau chiar (parțial și mai recent) din metal. Este folosit mai ales pentru semnalizare și comunicare de păstorii din munții împăduriți, cât și pentru călăuzirea oilor și a câinilor.
Sub numele „trembita”, este folosit și de huțuli, o populație din Carpații Orientali (Polonia, Slovacia, Ucraina și România) care vorbește o limbă ucraineană, dar împărtășește multe tradiții și cuvinte cu românii.

## Tipuri
Există 5 tipuri de buciume.

### Tulnic
Tulnicul este un instrument muzical aerofon, cu forma tubulară, deschisă la ambele capete, muzicianul suflând în capătul cel mai strâmt. Tulnicul, confecționat din coajă de tei sau de salcie, se folosește în special în Munții Apuseni, în Nordul Carpaților Orientali precum și în alte zone din Carpați.

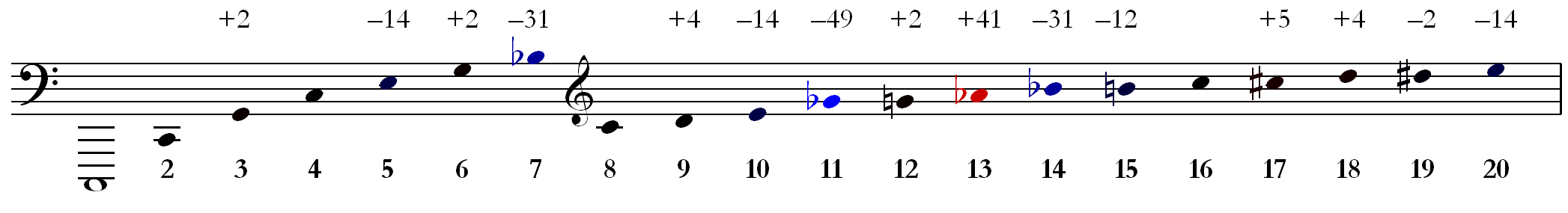

.